# 尼庫萊·斯拉夫耶諾夫
尼庫萊·斯拉夫耶諾夫（1854年—1897年）是一個俄羅斯發明家，最重要的代表作是在1888年引進金屬電極耗材和手工電弧焊，成為電弧焊（Arc welding）工藝成型的推手。電弧焊和較晚發明的碳弧焊（Carbon arc welding）都成為工業生產上的重要技術。